# JK Sillamäe Kalev
JK Sillamäe Kalev je estonski nogometni klub iz Sillamäe. 

## Povijest
Klub je osnovan 1951. godine i od 2008. godine igra u Meistriliigi, najvišem rangu nogometnih natjecanja u Estoniji. Igrali su u prva dva izdanja Meistriliige nakon čega su igrali u drugoj i trećoj ligi Estonije, a 2004. godine su čak igrali i u četvrtoj ligi. Najveći uspjeh su im dva druga mjesta, 2009. i 2014. godine, u Meistriliigi.
Svoje utakmice igraju na stadionu Sillamäe Kalevi.

## Nastupi u Europi
| Sezona    | natjecanje         | Kolo        | Protivnik        | Rezultat | Rezultat |
| --------- | ------------------ | ----------- | ---------------- | -------- | -------- |
| 2010./11. | UEFA Europska liga | 2. pretkolo | FC Dinamo Minsk  | 1:5      | 0:5      |
| 2014./15. | UEFA Europska liga | 1. pretkolo | FC Honka         | 2:1      | 2:3      |
| 2014./15. | UEFA Europska liga | 2. pretkolo | FC Krasnodar     | 0:4      | 0:5      |
| 2015./16. | UEFA Europska liga | 1. pretkolo | HNK Hajduk Split | 1:1      | 2:6      |

## Vanjske poveznice
- Službene stranice  Arhivirana inačica izvorne stranice od 29. listopada 2012. (Wayback Machine) (na estonskom, ruskom i engleskom)